# Chedly Khairallah
Chedly Khairallah, né Chedly Khairallah Ben Mustapha en 1898 à Tunis et décédé en 1972 dans la même ville, est un journaliste et nationaliste tunisien.

## Biographie
Fils du général Khairallah Ben Mustapha, journaliste nationaliste au Tunisien, il est un élève du Collège Sadiki et du lycée Carnot de Tunis, avant de poursuivre ses études supérieures à Lyon.
À son retour à Tunis, il devient un membre actif de la Khaldounia et adhère au parti du Destour en 1924. Il fonde par ailleurs le journal Le Libéral en 1925 et crée à Paris, pendant ses études de droit, le journal L'Étoile nord-africaine en 1926. Revenu à Tunis en 1929, il crée les journaux L'Étendard tunisien et La Voix du Tunisien, organes du Destour.
Khairallah adhère plus tard au Néo-Destour et le préside quelques mois en 1935, en remplacement de Mahmoud El Materi déporté dans le Sud tunisien, et doit le quitter après des démêlés avec Habib Bourguiba.
Il est l'auteur de nombreux ouvrages dont L'Orient dans la littérature française, Le Mouvement évolutionniste tunisien et Le Mouvement jeune tunisien.